# Безпечнівська сільська рада
Безпе́чнівська сільська́ ра́да — адміністративно-територіальна одиниця та орган місцевого самоврядування в Жашківському районі Черкаської області. Адміністративний центр — село Безпечна.

## Загальні відомості
- Населення ради: 436 осіб (станом на 2001 рік)

## Населені пункти
Сільській раді були підпорядковані населені пункти:
- с. Безпечна

## Склад ради
Рада складалася з 14 депутатів та голови.
- Голова ради: Демиденко Тетяна Володимирівна
- Секретар ради: Безребра Людмила Володимирівна

### Керівний склад попередніх скликань
| Прізвище, ім'я, по батькові    | Основні відомості                                                               | Дата обрання | Дата звільнення |
| ------------------------------ | ------------------------------------------------------------------------------- | ------------ | --------------- |
| Демиденко Тетяна Володимирівна | Сільський голова, 1956 року народження, освіта середня спеціальна, позапартійна | 26.03.2006   | 31.10.2010      |
| Демиденко Тетяна Володимирівна | Сільський голова, 1956 року народження, освіта середня спеціальна, позапартійна | 31.10.2010   |                 |

Примітка: таблиця складена за даними сайту Верховної Ради України

### Депутати
За результатами місцевих виборів 2010 року депутатами ради стали:

#### За суб'єктами висування
| Суб'єкт висування                 | Кількість обраних депутатів | %    |
| --------------------------------- | --------------------------- | ---- |
| Самовисування                     | 10                          | 71,4 |
| Політична партія «Сильна Україна» | 3                           | 21,4 |
| Політична партія «Наша Україна»   | 1                           | 7,1  |

#### За округами
| № округу                          | Прізвище, ім'я, по батькові    | Дата визнання обраним | Освіта             | Партійна приналежність                  | Відомості про обраного депутата                            |
| --------------------------------- | ------------------------------ | --------------------- | ------------------ | --------------------------------------- | ---------------------------------------------------------- |
| Політична партія «Наша Україна»   |                                |                       |                    |                                         |                                                            |
| 1                                 | Дейдиш Алла Миколаївна         | 03.11.2010            | середня            | член Політичної партії «Наша Україна»   | тимчасово не працює                                        |
| Політична партія «Сильна Україна» |                                |                       |                    |                                         |                                                            |
| 4                                 | Бурлака Микола Васильович      | 03.11.2010            | середня            | член Політичної партії «Сильна Україна» | пенсіонер                                                  |
| 7                                 | Хоменко Петро Васильович       | 03.11.2010            | середня            | член Політичної партії «Сильна Україна» | тимчасово не працює                                        |
| 11                                | Коденець Юрій Миколайович      | 03.11.2010            | вища               | член Політичної партії «Сильна Україна» | тимчасово не працює                                        |
| Самовисування                     |                                |                       |                    |                                         |                                                            |
| 2                                 | Гутовська Віра Федорівна       | 03.11.2010            | середня спеціальна | позапартійна                            | ТОВ «Безпечна», підсобний робітник                         |
| 3                                 | Харенко Марія Миколаївна       | 03.11.2010            | середня спеціальна | позапартійна                            | Конельський фельдшерсько-акушерський пункт, завідувачка    |
| 5                                 | Коломіїць Валентина Вікторівна | 03.11.2010            | середня спеціальна | позапартійна                            | Будинок культури, директор                                 |
| 6                                 | Безребрий Василь Олексійович   | 03.11.2010            | середня            | позапартійний                           | пенсіонер                                                  |
| 8                                 | Безребра Людмила Володимирівна | 03.11.2010            | середня спеціальна | позапартійна                            | Безпечнівська сільська рада, секретар сільської ради       |
| 9                                 | Харченко Юрій Петрович         | 03.11.2010            | середня            | позапартійний                           | ТОВ «Безпечна», механізатор                                |
| 10                                | Харченко Тамара Олексіївна     | 03.11.2010            | середня            | позапартійна                            | тимчасово не працює                                        |
| 12                                | Сліпенко Світлана Євгенівна    | 03.11.2010            | середня спеціальна | позапартійна                            | ТОВ «Безпечна», підсобний робітник                         |
| 13                                | Півторак Валентина Василівна   | 03.11.2010            | середня            | позапартійна                            | тимчасово не працює                                        |
| 14                                | Чернега Анна Миколаївна        | 03.11.2010            | середня спеціальна | позапартійна                            | Безпечнівський фельдшерсько-акушерський пункт, завідувачка |